# Wilhelm von Brünneck
Wilhelm von Brünneck (* 7. März 1839 in Berlin; † April 1917) war ein deutscher Rechtshistoriker und Bibliothekar.

## Leben
Seine Eltern waren der preußische Oberst und Gutsbesitzer Magnus von Brünneck (1786–1866) und seine zweite Ehefrau Wilhelmine Sophie von der Goltz (1798–1839).
Brünneck studierte Jura und wurde 1862 an der Universität Halle-Wittenberg promoviert, 1866 erfolgte dort die Habilitation. Von 1879 bis 1887 war er Bibliothekar der Universitätsbibliothek Halle. 1885 wurde er Professor für Rechtsgeschichte in Halle. Mit seiner Ehefrau Elly von Schön (1848–1939) hatte er zehn Kinder. Wiltraud Rupp-von Brünneck war eine Enkelin.

## Werke (Auswahl)
- De dominio ferarum quae illicite capiuntur. Verlag des Waisenhauses, Halle a.S. 1862 (zugl.: Halle-Wittenberg, Univ., Diss., 1862)
- Die Jagdgenossenschaften. Halle 1867 (zugl.: Halle-Wittenberg, Univ., Habil.-Schrift, 1866) (Digitalisat).
- Über den Ursprung des sogenannten jus ad rem: ein Beitrag zur Geschichte dieses Dogma. Gärtner, Berlin 1869.
- Vergleichende Tabellen zur deutschen und preußischen Staats- und Rechtsgeschichte: für Studierende und zum Privatgebrauch zusammengestellt. Gärtner, Berlin 1869.
- Die Reluitionsklagen aus Veräußerungsbeschränkungen um Grundstücke und Mobilien nach den Isländischen Rechtsquellen Gragas und Jarnsida und dem älteren und neueren Norwegischen Gulathingsgesetz : ein Beitrag zur Geschichte des Germanischen Actionenrechts. Koch, Königsberg 1873.
- Das Recht auf Zueignung der von der See ausgeworfenen oder angespülten Meeres-Producte und das Bernstein-Regal. Koch, Königsberg 1874.
- Kant über die Unrechtmäßigkeit des Bücher-Nachdrucks: Vortrag, gehalten am Geburtstage Kants in der Kant-Gesellschaft. In: Altpreussische Monatsschrift, Bd. 12 (1877), H. 5 und 6, S. 482–491.
- Siciliens mittelalterliche Stadtrechte nach alten Drucken und Handschriften. Niemeyer, Halle 1881.
- Zur Geschichte des Grundeigenthums in Ost- und Westpreußen. Vahlen, Berlin 1891–1896.
  - Bd. 1: Die kölmischen Güter, 1891 (Digitalisat).
  - Bd. 2,1: Die Lehngüter, Abt. 1: Das Mittelalter, 1895 (Digitalisat).
  - Bd. 2,2: Die Lehngüter, Abt. 2: Die neuere Zeit, 1896  (Digitalisat).

- Beiträge zur Geschichte des Kirchenrechts in den deutschen Kolonisationslanden. Vahlen, Berlin.
  - Teil 1: Zur Geschichte des Kirchenpatronats in Ost- und Westpreußen, 1902.
  - Teil 2: Zur Geschichte des märkischen Provinzialkirchenrechts, 1904.

- Die Verbindung des Kirchenpatronats mit dem Archidiakonat im Norddeutschen, insonderheit Mecklenburgisch-Pommerschen Kirchenrecht des Mittelalters. In: Festgabe der Juristischen Fakultät der Vereinigten Friedrichs-Universität Halle-Wittenberg für Hermann Fitting: zum 27. Okt. 1902. Niemeyer, Halle a.S. 1903.
- Zur Geschichte und Dogmatik der Gnadenzeit. Enke, Stuttgart 1905 (Kirchenrechtliche Abhandlungen; 21).
- Das Burggrafenamt und Schultheißentum in Magdeburg und Halle sowie die Umbildung dieser Ämter durch das magdeburg-schlesische und kulmisch-preußische Recht. Vahlen, Berlin 1908.
- Die Pfandbriefsysteme der preußischen Landschaften. Vahlen, Berlin 1910 (Digitalisat).
- Zur Geschichte des kulmer Oberhofes. In: Zeitschrift der Savigny-Stiftung für Rechtsgeschichte. Germanistische Abteilung, Bd. 34 (1913), S. 1–48.